# لاري بارنز (لاعب كرة قدم أمريكية)
لاري بارنز (بالإنجليزية: Larry Barnes)‏ هو لاعب كرة قدم أمريكية أمريكي، ولد في 6 أكتوبر 1931 في سترلينغ في الولايات المتحدة، وتوفي في 14 مايو 2016.

## وصلات خارجية
- لاري بارنز على موقع مرجع كرة القدم المحترفة.كوم (الإنجليزية)